# 895
| Calendário gregoriano                                                        | 895 DCCCXCV                                          |
| Ab urbe condita                                                              | 1648                                                 |
| Calendário arménio                                                           | 344 – 345                                            |
| Calendário bahá'í                                                            | -949 – -948                                          |
| Calendário budista                                                           | 1439                                                 |
| Calendário chinês                                                            | 3591 – 3592 Início a 31 de janeiro (aproximadamente) |
| Calendário copta                                                             | 611 – 612                                            |
| Calendário etíope                                                            | 887 – 888                                            |
| Calendários hindus - Vikram Samvat - Calendário nacional indiano - Cáli Iuga | 950 – 951 816 – 817 3995 – 3996                      |
| Calendário Holoceno                                                          | 10895                                                |
| Calendário islâmico                                                          | 282 – 283                                            |
| Calendário judaico                                                           | 4655 – 4656                                          |
| Calendário persa                                                             | 273 – 274                                            |
| Calendário rúnico                                                            | 1145                                                 |
| Calendário solar tailandês                                                   | 1438                                                 |

895 (DCCCXCV, na numeração romana) foi um ano comum do século IX do Calendário Juliano, da Era de Cristo, teve início a uma quarta-feira e terminou também a uma quarta-feira e a sua letra dominical foi E (52 semanas).
No território que viria a ser o reino de Portugal estava em vigor a Era de César que já contava 933 anos.
| Ano completo                        |
| ----------------------------------- |
| Ano comum com início à quarta-feira |

## Nascimentos
- Rei Etelstano de Inglaterra (data provável)
- Hugo, o Grande foi marquês de Nêustria e duque da Frância. (m. 956